# Venezuela
Venezuela, quốc hiệu là Cộng hòa Bolivariana Venezuela, là một quốc gia thuộc khu vực Nam Mỹ. Venezuela tiếp giáp với Guyana về phía đông, với Brazil về phía nam, Colombia về phía tây và biển Caribbean về phía bắc. Nhiều hòn đảo nhỏ ngoài khơi biển Caribbean cũng thuộc chủ quyền của Venezuela. Thuộc khu vực nhiệt đới, khí hậu Venezuela đã tạo điều kiện thuận lợi cho nhiều loài sinh vật phát triển với nhiều khu bảo tồn thiên nhiên hoang dã. Diện tích nước này là 916.445 km², dân số khoảng 28 triệu người.
Lãnh thổ hiện được gọi là Venezuela đã bị Tây Ban Nha xâm chiếm vào năm 1522 trong bối cảnh sự kháng cự của người dân bản địa. Năm 1811, nó trở thành một trong những vùng lãnh thổ Mỹ-Tây Ban Nha đầu tiên tuyên bố độc lập, tuy vậy chỉ giành được toàn bộ lãnh thổ cho đến năm 1821, khi Venezuela là một bộ phận của nước cộng hòa liên bang Gran Colombia. Venezuela giành được độc lập hoàn toàn như một quốc gia vào năm 1830. Trong thế kỷ 19, Venezuela phải chịu bất ổn chính trị và chuyên quyền, vẫn bị chi phối bởi Caudillos (những thủ lĩnh về quân sự) cho đến giữa thế kỷ 20. Từ năm 1958, đất nước này đã có một loạt các chính phủ dân chủ. Những cú sốc kinh tế trong những năm 1980 và 1990 đã dẫn đến một số cuộc khủng hoảng chính trị, bao gồm các cuộc bạo loạn Caracazo chết chóc năm 1989, hai cuộc đảo chính đã cố gắng vào năm 1992 và luận tội Tổng thống Carlos Andrés Pérez vì tham ô các quỹ công cộng vào năm 1993. Sự sụp đổ niềm tin vào hiện tại các đảng đã chứng kiến cuộc bầu cử năm 1998 của cựu sĩ quan sự nghiệp liên quan đến đảo chính do Hugo Chávez lãnh đạo và khởi động Cách mạng Bolivar. Cuộc cách mạng bắt đầu với một Quốc hội lập hiến năm 1999, nơi một bản Hiến pháp mới của Venezuela được lập ra. Hiến pháp mới này chính thức đổi tên quốc gia thành Cộng hòa Bolivar Venezuela (tiếng Tây Ban Nha: República Bolivariana de Venezuela).
Venezuela là một trong những quốc gia có tốc độ đô thị hóa cao nhất Mỹ Latinh. Đa phần dân cư Venezuela tập trung sinh sống tại những thành phố lớn phía bắc. Caracas là thủ đô và đồng thời cũng là thành phố lớn nhất Venezuela. Venezuela đã từng nổi tiếng khắp thế giới với cảnh sắc thiên nhiên tươi đẹp, nguồn tài nguyên dầu mỏ khổng lồ và những nữ hoàng sắc đẹp đoạt nhiều giải cao tại những kỳ thi quốc tế. Tuy nhiên đến những năm gần đây, sự bất ổn của giá dầu mỏ cùng những chính sách điều hành kinh tế sai lầm là nguyên nhân dẫn đến cuộc khủng hoảng nghiêm trọng về mọi mặt đối với Venezuela, gây ra khủng hoảng chính trị, sự siêu lạm phát, suy thoái kinh tế, thiếu hụt các mặt hàng cơ bản cho người dân và một sự tăng mạnh của tỷ lệ thất nghiệp, nghèo đói, bệnh tật, tử vong, suy dinh dưỡng ở trẻ em cũng như tội phạm cùng tệ nạn xã hội tại quốc gia này.

## Địa lý

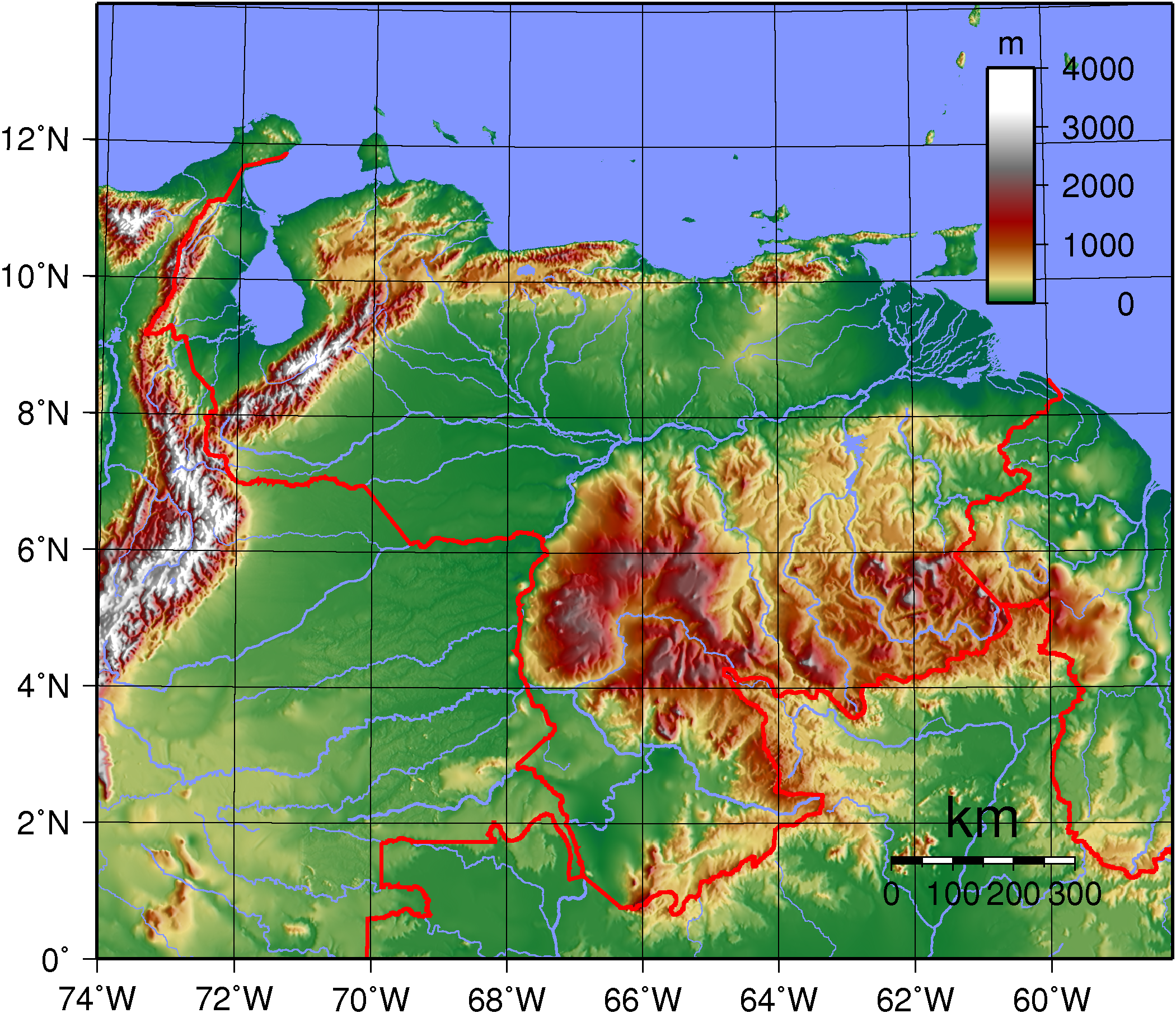
Bản đồ địa hình Venezuela

Venezuela nằm ở phía bắc Nam Mỹ, tiếp giáp với biển Caribbean về phía bắc. Nước này có đường bờ biển dài hơn 2800 km, khiến ảnh hưởng của biển đối với khí hậu Venezuela tương đối lớn.
Địa hình Venezuela có thể chia làm ba vùng chính:
- Vùng Tây Bắc: đây là nơi có độ cao lớn nhất của Venezuela. Những dải núi cực đông bắc của dãy Andes lấn vào lãnh thổ Venezuela và mở rộng ra tận đường bờ biển phía bắc của nước này. Đây là nơi tọa lạc của đỉnh núi cao nhất Venezuela, đỉnh Pico Bolívar cao 4979 m.
- Vùng Trung tâm: là vùng có những đồng bằng rộng lớn. Các đồng bằng bằng phẳng với đất đai màu mỡ trải dài từ biên giới với Colombia ở phía tây đến tận vùng châu thổ sông Orinoco.
- Vùng Nam: phần lớn vùng này là Cao nguyên Guiana với độ cao trung bình. Thác Angel, thác nước cao nhất thế giới nằm tại khu vực này.

Tuy nhiên, do sự đan xen phức tạp của các dạng địa hình, Venezuela có thể được chia làm 10 khu vực địa lý khác nhau, tạo điều kiện cho sự phát triển của nhiều hệ sinh thái với các loài động thực vật vô cùng đa dạng, trong đó có nhiều loài động thực vật đặc hữu của riêng đất nước này. Venezuela có nhiều khu bảo tồn thiên nhiên với cảnh quan đa dạng.
Mặc dù hầu như nằm trọn trong khu vực nhiệt đới, khí hậu Venezuela lại thay đổi khác nhau giữa các vùng. Tại những vùng đồng bằng, nhiệt độ và độ ẩm thường cao với nhiệt độ trung bình năm khoảng 28 °C, trong khi ở những vùng đồi núi cao thì nhiệt độ trung bình chỉ ở mức 8 °C. Lượng mưa cũng thay đổi từ mức 430 mm ở vùng bán hoang mạc tây bắc lên đến hơn 1000 mm ở vùng châu thổ Orinoco.

## Tên gọi
Tên gọi Venezuela được bắt nguồn từ chuyến hải trình của nhà vẽ bản đồ Amerigo Vespucci cùng với nhà thám hiểm Alonso de Ojeda đến bờ biển tây bắc vịnh Venezuela năm 1499. Khi đến bán đảo Guajira, Vespucci đã bắt gặp những ngôi nhà lá của thổ dân da đỏ được dựng trên mặt nước và khiến ông liên tưởng đến thành phố Venice (tiếng Italia: Venezia). Ông đã đặt tên cho vùng đất này là Venezuola, trong tiếng Italia có nghĩa là "Venice nhỏ". Trong tiếng Tây Ban Nha, cụm từ zuela dùng với vai trò giảm nghĩa tương tự như zuola trong tiếng Ý được ghép thay vào để hình thành cái tên Venezuela.
Bên cạnh đó, nhà địa lý người Tây Ban Nha Martin Fernandez de Enciso, một thủy thủ đoàn của Ojeda đã nêu trong tác phẩm Summa de Geografía của mình rằng những thổ dân da đỏ tại vùng này tự gọi mình là Veneciuela, và cái tên Venezuela được bắt nguồn từ tên gọi đó. Song, câu chuyện của Vespuccia lại được chấp nhận rộng rãi hơn cả về nguồn gốc tên gọi đất nước Venezuela.

## Lịch sử
Những bằng chứng khảo cổ cho thấy, con người đã định cư tại vùng đất Venezuela từ 13.000 năm trước công nguyên. Những mũi giáo săn bắn của người bản địa đã được xác định có niên đại trong khoảng từ 13000 đến 7000 năm về trước. Khi người Tây Ban Nha khám phá ra vùng đất này, những bộ lạc thổ dân da đỏ như người Mariche đã đứng lên chống lại. Tuy nhiên những cuộc khởi nghĩa của người da đỏ nhanh chóng thất bại và họ dần dần bị người Tây Ban Nha tiêu diệt.
Năm 1522, người Tây Ban Nha bắt đầu thiết lập các thuộc địa đầu tiên ở Venezuela. Thời gian đầu, miền đông Venezuela được sáp nhập vào một thuộc địa lớn với tên gọi New Andalusia. Đến đầu thế kỷ XVIII, Venezuela lại được sáp nhập vào thuộc địa New Granada.
Dưới sự thống trị hà khắc của phong kiến Tây Ban Nha, nhân dân Venezuela đã nhiều lần nổi dậy đấu tranh nhưng không thành công. Ngày 5 tháng 7 năm 1811, nước Cộng hòa Venezuela tuyên bố độc lập. Francisco de Miranda, một chỉ huy từng tham gia Cách mạng Pháp và chiến tranh giành độc lập Bắc Mỹ quay trở về lãnh đạo cuộc đấu tranh của nhân dân Venezuela. Năm 1812, quân Tây Ban Nha quay trở lại tấn công, Miranda bị bắt về Tây Ban Nha và chết trong ngục. Cuộc đấu tranh sau đó vẫn tiếp tục với nền Cộng hòa thứ hai được thành lập vào ngày 7 tháng 8 năm 1813 nhưng rồi cũng nhanh chóng sụp đổ.

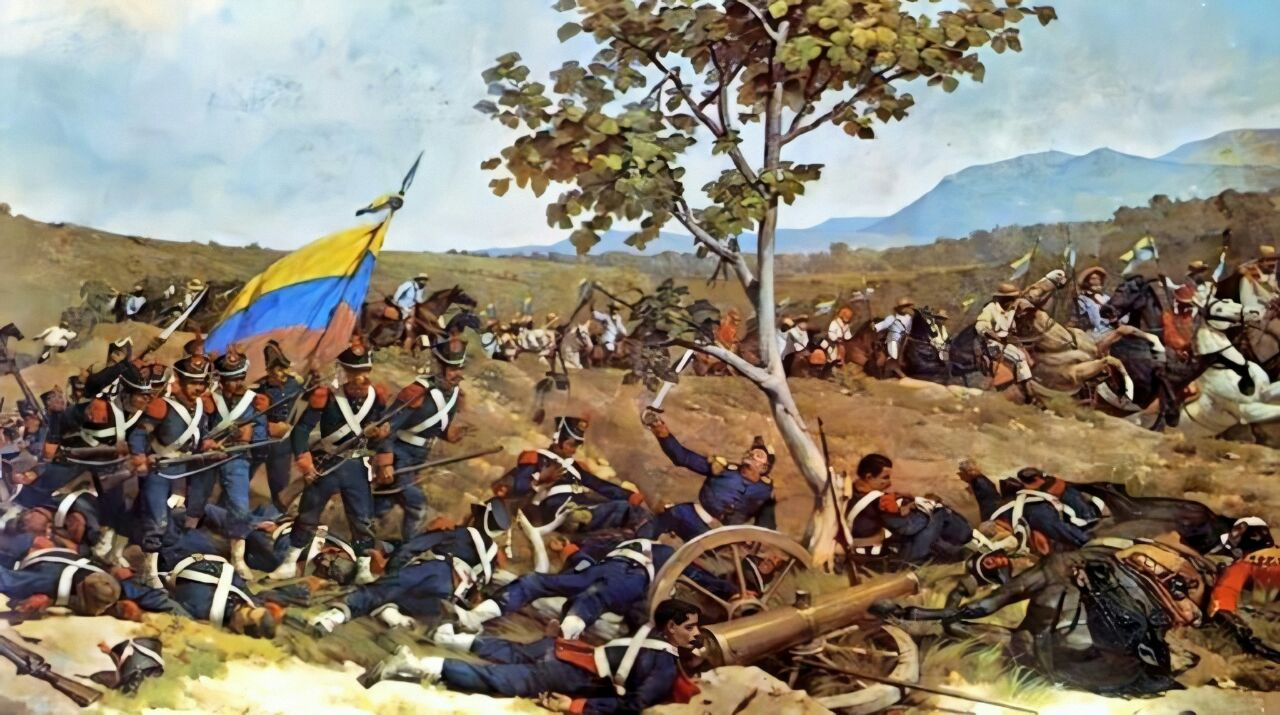
Chiến thắng Carabobo 1821

Dưới sự lãnh đạo của người anh hùng dân tộc Simon Bolivar, Venezuela đã giành được độc lập với chiến thắng Carabobo vào ngày 24 tháng 6 năm 1821. Quốc hội mới của New Granada trao quyền lãnh đạo quân đội cho Bolivar và ông đã giải phóng thêm nhiều vùng đất mới, thành lập nên nước Đại Colombia (Gran Colombia) bao gồm Venezuela, Colombia, Ecuador và Panama ngày nay. Venezuela trở thành một phần của Đại Colombia cho đến năm 1830, khi nước này tách ra để thành lập một quốc gia mới.
Thế kỷ XIX đánh dấu một giai đoạn đầy biến động của lịch sử Venezuela với những cuộc khủng hoảng chính trị và chế độ độc tài quân sự. Nửa đầu thế kỷ XX, các tướng lĩnh quân đội vẫn kiểm soát nền chính trị của Venezuela mặc dù cũng chấp nhận một số cải cách ôn hòa và thúc đẩy kinh tế phát triển. Sau khi nhà độc tài Juan Vicente Gomez qua đời vào năm 1935, những phong trào dân chủ tại Venezuela cuối cùng đã loại bỏ sự thống trị của quân đội vào năm 1958 và tổ chức những cuộc bầu cử tự do.
Dầu mỏ được phát hiện tại Venezuela đã mang lại sự thịnh vượng cho nền kinh tế đất nước, thu nhập quốc dân được nâng cao. Đến sau Chiến tranh thế giới thứ hai, những dòng người nhập cư từ Nam Âu như Tây Ban Nha, Bồ Đào Nha, Ý cũng như những nước Mỹ Latinh nghèo hơn đã khiến xã hội của Venezuela trở nên vô cùng đa dạng.
Giá dầu mỏ sụt giảm trong thập niên 1980 đã khiến nền kinh tế Venezuela khủng hoảng sâu sắc. Việc phá giá tiền tệ càng làm cho đời sống của người dân Venezuela bị hạ thấp. Những chính sách kinh tế thất bại và mâu thuẫn chính trị đã đẩy đất nước Venezuela vào khủng hoảng trầm trọng, thể hiện rõ nhất qua hai cuộc đảo chính trong cùng năm 1992.
Tháng 2 năm 1992, viên sĩ quan quân đội Hugo Chavez đã tiến hành đảo chính nhưng thất bại. Đến tháng 11 cùng năm, những người ủng hộ Hugo Chavez lại một lần nữa tiến hành đảo chính song không thành công. Tuy nhiên, Chavez đã giành được nhiều thiện cảm của nhân dân Venezuela và ông đã chiến thắng trong cuộc bầu cử tổng thống Venezuela 1998 với tỉ lệ 56%.
Sau khi lên nắm quyền, ông Hugo Chavez đã lãnh đạo đất nước Venezuela theo đường lối cánh tả và giúp nền kinh tế phát triển. Tuy nhiên, ông cũng vấp phải sự phản đối mạnh mẽ của phe đối lập. Năm 2002, phe đối lập tại Venezuela tiến hành đảo chính song thất bại. Bạo loạn và đình công đã khiến kinh tế Venezuela một lần nữa rơi vào khủng hoảng, nặng nề nhất là vào năm 2003. Đến năm 2004, ông Hugo Chavez vượt qua cuộc trưng cầu ý dân về việc bãi nhiệm tổng thống với tỉ lệ 59%. Ông được bầu làm tổng thống cho một nhiệm kỳ khác vào tháng 12 năm 2006 và tái đắc cử nhiệm kỳ thứ ba vào tháng 10 năm 2012. Chávez qua đời vào ngày 5 tháng 3 năm 2013 sau một cuộc chiến chống ung thư kéo dài gần hai năm. Nghèo đói và lạm phát bắt đầu gia tăng chóng mặt trong những năm 2010. Nicolás Maduro được bầu vào năm 2013 sau cái chết của Chavez. Năm 2014, Venezuela đã lâm vào một cuộc suy thoái kinh tế nghiêm trọng. Đến năm 2015, Venezuela trở thành nước có tỷ lệ lạm phát cao nhất thế giới, xấp xỉ 1.000.000% đầu năm 2018  Các vấn đề về kinh tế, cũng như tội phạm, cướp bóc, đặc biệt là cướp bóc lương thực và tham nhũng, là một trong những nguyên nhân chính gây ra một loạt các cuộc biểu tình của nhân dân Venezuela trong những năm 2014–2018. Hầu hết thực phẩm, thuốc men đều thiếu thốn, các mặt hàng nhu yếu phẩm khác cực kì xa xỉ, vượt với tầm tay của hầu hết người dân tại nước này.

## Chính trị
Tổng thống Venezuela được bầu cử với phiếu bầu trực tiếp theo nguyên tắc phổ thông đầu phiếu. Tổng thống đảm nhiệm vai trò là nguyên thủ quốc gia và đồng thời cũng là người đứng đầu chính phủ. Nhiệm kỳ của một tổng thống là 6 năm và tổng thống có thể được bầu lại trong một nhiệm kỳ tiếp theo. Tổng thống Venezuela có quyền bổ nhiệm phó tổng thống và quyết định quy mô và thành phần của nội các và bổ nhiệm các thành viên với sự phê chuẩn của quốc hội. Tổng thống có thể đề nghị quốc hội sửa đổi các điều luật nhưng quốc hội cũng có thế phủ quyết đề nghị của tổng thống nếu đa số phản đối.
Cơ quan lập pháp đơn viện của Venezuela là Quốc hội hay Asamblea Nacional. Quốc hội có 167 đại biểu, trong đó có 3 ghế được dành riêng dành cho người thổ dân da đỏ. Các đại biểu có nhiệm kỳ 5 năm và có thể được bầu lại tối đa thêm 2 nhiệm kỳ nữa. Các đại biểu quốc hội có thế được bầu theo danh sách các chính đảng hoặc ứng cử độc lập.
Cơ quan tư pháp tối cao là Tòa án tối cao Venezuela hay Tribunal Supremo de Justicia, với các thẩm phán được quốc hội bầu với nhiệm kỳ 12 năm. Hội đồng bầu cử quốc gia Venezuela (Consejo Nacional Electoral, hay CNE) chịu trách nhiệm trong quá trình bầu cử, có năm lãnh đạo được Quốc hội bầu ra.
Venezuela đã bãi bỏ án tử hình vào năm 1863 và là nước bãi bỏ án tử hình sớm nhất thế giới.

### Quan hệ ngoại giao

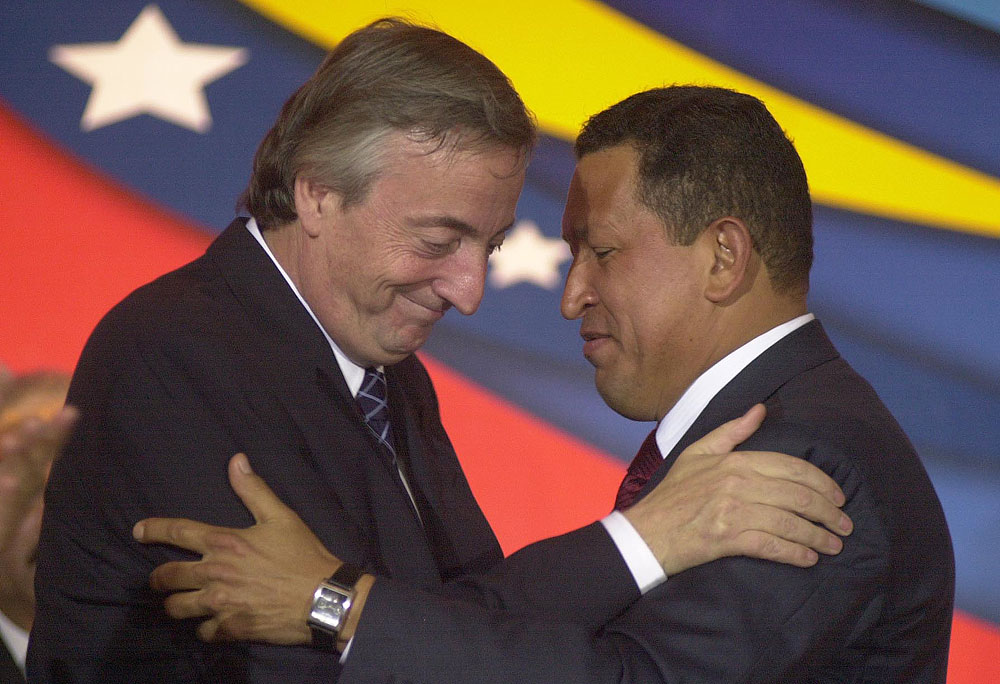
Tổng thống Venezuela Hugo Chávez cùng tổng thống Argentina Nestor Kirchner (2004)

Trong suốt thế kỷ XX, mặc dù còn có một số tranh chấp lãnh thổ với hai nước láng giềng Colombia và Guyana song Venezuela thường duy trì quan hệ hữu hảo với hầu khắp các nước Mỹ Latinh cũng như các nước phương Tây.
Sau khi tổng thống Hugo Chávez đắc cử trong cuộc bầu cử tổng thống năm 1998, ông đã lãnh đạo đất nước Venezuela theo đường lối cánh tả với học thuyết của chủ nghĩa Bolivar và chủ nghĩa xã hội thế kỷ XXI cho châu Mỹ. Theo đó, ông muốn tách khu vực Mỹ Latinh ra khỏi sân sau của Hoa Kỳ và có những tuyên bố chống Mỹ khá mạnh bạo. Dưới thời ông Hugo Chavez, quan hệ ngoại giao với các nước cánh tả và xã hội chủ nghĩa tại Mỹ Latinh được đẩy mạnh, nhất là với Nga, Bolivia và Cuba khi cả ba nước thiết lập một hiệp định thương mại nhằm ngăn cản ảnh hưởng của Mỹ vào khu vực. Gần đây, ông Chavez cũng quan tâm và ủng hộ một số nước cánh tả đang lên khác tại khu vực như Ecuador và Nicaragua. Chưa kể đến việc ông cũng xúc tiến quan hệ ngoại giao với những quốc gia chống Mỹ như Belarus hay Iran.
Đồng thời, quan hệ ngoại giao giữa Venezuela và Mỹ cũng xấu đi nhanh chóng. Quan hệ của Venezuela với nước láng giềng Colombia, một đồng minh của Mỹ cũng ngày một tồi tệ. Đầu năm 2008, khi quân đội Colombia tấn công tiêu diệt căn cứ quân nổi dậy FARC tại lãnh thổ Ecuador, Venezuela đã phản đối mạnh mẽ và hai nước suýt xảy ra một cuộc chiến tranh.

### Quân đội
Quân đội Venezuela nằm dưới sự chỉ huy của Tổng tư lệnh quân đội là tổng thống Venezuela. Quân đội Venezuela được chia thành lục quân, hải quân, không quân và lực lượng phòng vệ. Bên cạnh đó còn có một số nhánh khác. Hiện nay lực lượng quân đội của Venezuela là khoảng 100.000 người. Chi phí dành cho quốc phòng mỗi năm của nước này ước tính bằng khoảng 1,7 tỉ USD (năm 2004).

### Phân cấp hành chính
Venezuela được chia thành 23 tiểu bang (estados), 1 quận thủ đô (distrito capital) là thành phố Caracas, các vùng lãnh thổ phụ thuộc (Dependencias Federales) và khu vực Guyana Esequiba tranh chấp với Guyana. Ở cấp tiếp theo, Venezuela lại được chia tiếp thành 335 đô thị (municipios) rồi lại được chia tiếp thành hơn 1000 khu vực nhỏ (parroquias).
Các bang của Venezuela được nhóm lại thành 9 vùng hành chính lớn.

#### Các bang
| Số thứ tự | Bang          | Thủ phủ                |
| --------- | ------------- | ---------------------- |
| 1         | Amazonas      | Puerto Ayacucho        |
| 2         | Anzoategui    | Barcelona              |
| 3         | Apure         | San Fernando de Apure  |
| 4         | Aragua        | Maracay                |
| 5         | Barinas       | Barinas                |
| 6         | Bolivar       | Ciudad Bolívar         |
| 7         | Carabobo      | Valencia               |
| 8         | Cojedes       | San Carlos             |
| 9         | Delta Amacuro | Tucupita               |
| 10        | Falcón        | Santa Ana de Coro      |
| 11        | Guarico       | San Juan De Los Morros |
| 12        | Lara          | Barquisimeto           |
| 13        | Mérida        | Mérida                 |
| 14        | Miranda       | Los Teques             |
| 15        | Monagas       | Maturin                |
| 16        | Nueva Esparta | La Asuncion            |
| 17        | Portuguesa    | Guanare                |
| 18        | Sucre         | Cumana                 |
| 19        | Táchira       | San Cristobal          |
| 20        | Trujillo      | Trujillo               |
| 21        | Vargas        | La Guaira              |
| 22        | Yaracuy       | San Felipe             |
| 23        | Zulia         | Maracaibo              |

Bản đồ các bang của Venezuela.

Các phân chia hành chính ngoài bang:
- Quận Thủ đô Venezuela (bao gồm Caracas)
- Các vùng lãnh thổ liên bang Venezuela

#### Các vùng hành chính

Bản đồ các vùng hành chính.

- Andes  (Barinas, Mérida, Táchira, Trujillo, thành phố Paez của Apure)
- Thủ đô  (Miranda, Vargas, quận thủ đô)
- Trung  (Aragua, Carabobo, Cojedes)
- Trung Tây  (Falcón, Lara, Portuguesa, Yaracuy)
- Guayana  (Bolívar, Amazonas, Delta Amacuro)
- Hải đảo  (Nueva Esparta, các vùng lãnh thổ liên bang)
- Đồng bằng  (Apure (ngoại trừ thành phố Paez), Guárico)
- Đông Bắc  (Anzoátegui, Monagas, Sucre)
- Zulia  (Zulia)

## Kinh tế

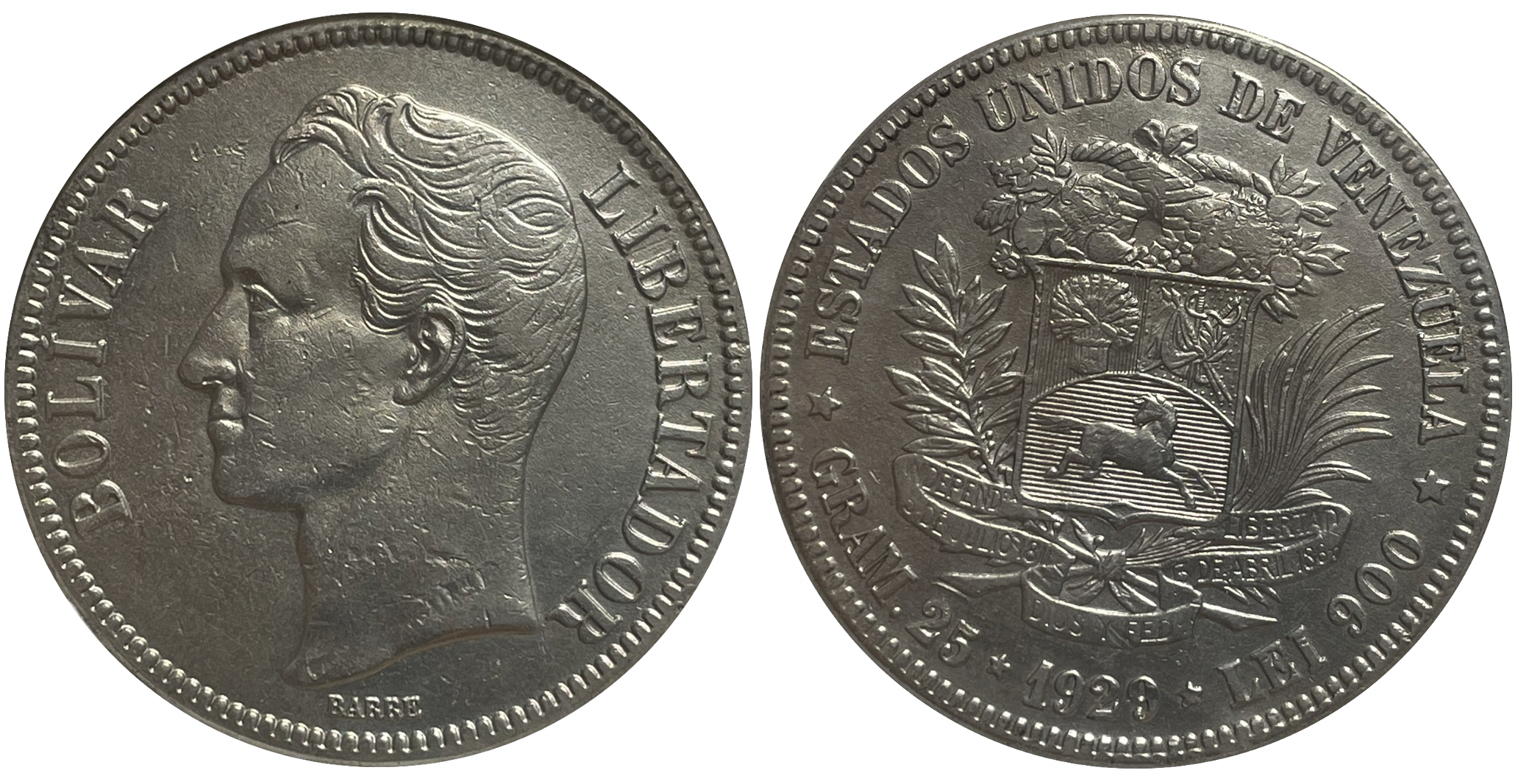
Xu bạc 5 bolivar với mặt trước là chân dung Simon Bolivar, đúc và lưu hành từ 1879 - 1936; với đường kính 37,2mm, trọng lượng 25gr và tỷ lệ bạc trong xu là 90%

Công nghiệp dầu mỏ là ngành kinh tế đóng góp nhiều nhất cho kinh tế Venezuela, tới 1/3 GDP, 80% giá trị xuất khẩu và hơn một nửa ngân sách nhà nước. Đất nước này có một nguồn dự trữ dầu mỏ và khí đốt to lớn và hiện nay, Venezuela là một trong 10 nước xuất khẩu dầu thô lớn nhất thế giới. Những mỏ dầu chính của Venezuela nằm tại khu vực hồ Maracaibo, vịnh Venezuela và vùng châu thổ sông Orinoco. Do được chính phủ trợ cấp, Venezuela là một trong những nước có giá xăng dầu rẻ nhất thế giới. Tuy nhiên những lên xuống thất thường của giá dầu trên thị trường thế giới cũng như các cuộc khủng hoảng chính trị, đình công luôn đe dọa đến ngành kinh tế nhạy cảm này của Venezuela. Chính phủ Venezuela đang tìm cách làm đa dạng hóa nền kinh tế và tránh sự phụ thuộc quá nhiều vào dầu mỏ của nước này. Tính đến năm 2016, GDP của Venezuela đạt 333.715 USD, đứng thứ 32 thế giới và đứng thứ 4 khu vực Mỹ Latinh.
Từ thập niên 1950 đến thập niên 1980, Venezuela là một trong những cường quốc kinh tế tại Mỹ Latinh. Thu nhập bình quân của nước này gia tăng nhanh chóng đã thu hút rất nhiều lao động từ khắp nơi trên thế giới. Tuy nhiên khi giá dầu thế giới giảm mạnh trong thập niên 1980, nền kinh tế Venezuela đã bị một phen điêu đứng. Trong những năm sau đó, giá dầu trên thị trường thế giới đã tăng trở lại và tạo điều kiện phục hồi cho nền kinh tế Venezuela. Năm 2007, tốc độ tăng trưởng kinh tế của nước này là 8,4%. Thu nhập bình quân đầu người là 12.200 USD. Dưới sự điều hành của Hugo Chavez tỷ lệ lạm phát đã tăng 30,9% năm 2008 và tăng 25,1% trong năm 2009 cao nhất trên toàn khu vực châu Mỹ. Mức lạm phát của Venezuela cao hơn rất nhiều 1 nước cũng thường hay bị lạm phát rất cao là Argentina. Trong khi cùng bị khủng hoảng kinh tế như Venezuela nhưng tỷ lệ lạm phát của Argentina chỉ từ 7-15% năm 2009. Kinh tế Venezuela năm 2009 theo thông báo chính thức đã giảm 2,9%.

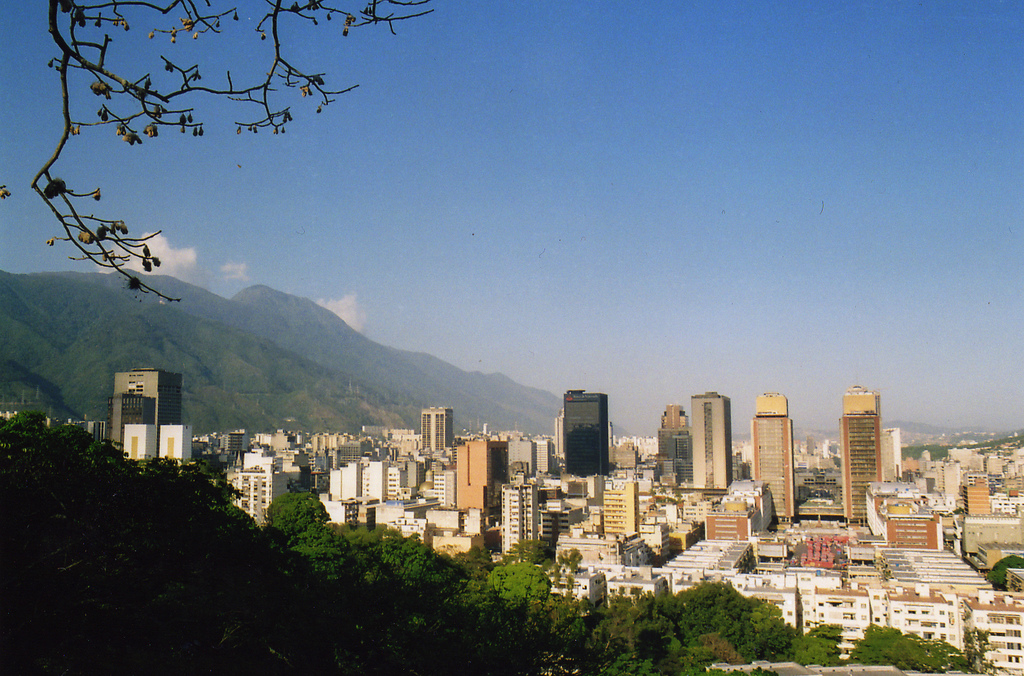
Quang cảnh thành phố Caracas

Hugo Chavez đã thực hiện quốc hữu hóa tài sản của các tập đoàn Cargill Inc., Gruma SAB và hãng bán lẻ của Pháp là Casino Guichard Perrachon nhằm kiểm soát các chuỗi sản xuất và phân phối thực phẩm. Trong tháng 8, giá lương thực tăng 0,9% so với tháng 7 trong khi mức tăng hàng tháng là 12,5% của tháng 4. Cũng trong tháng này, tỉ lệ lạm phát của mặt hàng lương thực đã giảm xuống nhưng vẫn còn tới 39,5%. Trong giai đoạn từ tháng 4 đến tháng 6 năm nay, nền kinh tế Mỹ Latinh này đã tăng trưởng chậm lại quý thứ 5 liên tiếp và đang phải trải qua thời điểm khốn đốn với tình trạng lạm phát khi giá tiêu dùng liên tục tăng kể cả khi nhu cầu giảm xuống.
Mặc dù là một quốc gia nhiều tài nguyên thiên nhiên nhưng việc phân bố tài sản tại Venezuela lại không đồng đều, khiến cho đời sống một bộ phận lớn dân nghèo gặp nhiều khó khăn. Dưới sự lãnh đạo của tổng thống Hugo Chavez, tỉ lệ người nghèo trong những năm sau đó tại Venezuela đã giảm đáng kể, từ mức 49% năm 1998 xuống còn 12,3% năm 2007.
Các chương trình trợ cấp của Chavez như duy trì giá xăng ở mức dưới 0,1 USD/gallon (tương đương hơn 500 VND/lít), làm các nguồn tài nguyên của Venezuela bị phung phí trong khi các doanh nghiệp tư nhân không dám tăng mức đầu tư do lo ngại về những vụ quốc hữu hóa và sung công thường hay xảy ra bất ngờ thời Chavez khiến nền kinh tế càng thêm khó khăn giữa lúc tốc độ tăng trưởng trì trệ mà tỷ lệ lạm phát lại cao.
Hugo Chavez cũng không diệt trừ được tham nhũng. Bằng cách cho giới quân sự quản lý bộ máy ngân sách cồng kềnh, ông Chavez đã tạo điều kiện cho tham nhũng lan rộng ngay trong giới quân sự. Cải cách tư pháp thì chưa đâu vào đâu. Các thể chế mới không đem lại điều gì ngoài việc đẻ ra một loạt chức sắc bất tài do ông chỉ định. Đường lối kinh tế khiến cho Venezuela càng phụ thuộc hơn nhiều vào dầu mỏ và đưa tới một loạt chính sách thắt lưng buộc bụng. Giá trị đồng tiền giảm đáng kể cũng là một hậu quả của việc này.
Những hãng sản xuất hàng tiêu dùng khổng lồ như Colgate-Palmolive hay Avon từng nỗ lực chiếm lĩnh thị trường Mỹ Latinh với các sản phẩm chủ lực như kem đánh răng, son môi. Nhưng công sức bấy lâu của họ có nguy cơ trôi ra sông ra biển khi Venezuela phá giá đồng nội tệ từ mức 2,15 bolivar ăn 1 USD xuống còn 4,3 bolivar ăn 1 USD. Đi đôi với quyết định phá giá đồng nội tệ, chính quyền Venezuela phải huy động cả quân đội để kiểm soát tình trạng tăng giá bán tại các cửa hàng. Bất chấp mọi nỗ lực của chính phủ, trong vòng 5 năm tỷ lệ lạm phát của nước này lên tới tổng cộng 160%.
Venezuela hy vọng lần phá giá đầu tiên kể từ 2005 này sẽ giúp nguồn thu chính phủ tăng lên, hạn chế nhập khẩu và tăng nguồn thu từ xuất khẩu. Tuy nhiên, nhiều chuyên gia cho rằng đây không phải là giải pháp tốt về lâu dài. Nền kinh tế Venezuela, vốn một thời phát triển bùng nổ, nay cần những chính sách kích thích đầu tư tư nhân. Hãng đánh giá tín nhiệm Fitch cũng bày tỏ thái độ lo lắng: "Công việc kinh doanh tại Venezuela hiện đối mặt với nhiều căng thẳng liên quan đến thay đổi chính sách, môi trường kinh tế vĩ mô không ổn định, cơ cấu quản lý giá và sự bế tắc trong ngành năng lượng. Tất cả những yếu tố này làm chùn chân các nhà đầu tư". Ngành khai thác dầu thô, ngành công nghiệp quan trọng nhất của Venezuela, đang gặp khó khăn nghiêm trọng vì tổng thống Hugo Chávez đã quốc hữu hóa các công ty dầu mỏ nước ngoài, cố gắng khai thác quá mức từ công nghiệp dầu mỏ để tài trợ cho những chương trình trợ cấp của ông trong khi không tái đầu tư đúng mức do đó đã hy sinh khả năng phát triển của ngành này khiến sản lượng khai thác được ngày càng thấp do hạ tầng công nghiệp dầu mỏ đang xuống cấp quá nhanh. Hiện ngành công nghiệp này đang gặp khủng hoảng đẩy toàn bộ nền kinh tế Venezuela vào khủng hoảng vì nước này quá phụ thuộc vào dầu mỏ.
Về năng lượng, những con sông ở Venezuela đã cung cấp một lượng lớn thủy điện cho nhu cầu tiêu dùng điện năng của nước này. Hiện nay, 73% công suất phát điện của Venezuela phụ thuộc vào hệ thống thủy điện, còn hệ thống nhiệt điện lại đang hoạt động dưới mức công suất mà không có khả năng tăng lên, mặc dù nước này thuận lợi về nhiệt điện. Đồng peso tiếp tục rớt giá còn 6,3 peso ăn một đôla vào ngày ngày 25 tháng 1 năm 2010. Trong khi tỷ giá kép mà chính phủ đưa ra vào đầu tháng là 2,6 và 4,3 peso ăn một đôla.
Người dân đã tổ chức những cuộc phản đối mạnh mẽ hơn. Cùng với nguyên nhân thiếu hụt điện nước, những người phản đối cũng nói đến tình trạng mất kiểm soát đối với tội phạm khiến cho Venezuela đang có tỷ lệ tội phạm cao nhất thế giới. Người biểu tình án ngữ trong sân vận động khi diễn ra một trận đấu bóng chày để kêu gọi ông Chavez từ chức. Người biểu tình đã giương cao khẩu hiệu đậm chất thể thao: "Chavez, ông đã bị loại!" 
Sau cái chết của Chávez, Nicolás Maduro đã trở thành tổng thống của Venezuela sau khi đánh bại đối thủ của mình là Henrique Capriles Radonski chỉ với 235.000 phiếu bầu, tỷ lệ chênh lệch là 1,5%. Maduro tiếp tục duy trì hầu hết các chính sách kinh tế của người tiền nhiệm Chávez. Khi nhậm chức tổng thống, Maduro đã phải đối mặt với tỷ lệ lạm phát cao và tình trạng thiếu hụt hàng hóa tiêu dùng trên cả nước, những vấn đề bắt nguồn từ các chính sách của Chávez.
Maduro đổ lỗi cho đầu cơ tư bản đã thúc đẩy tỷ lệ lạm phát cao và gây ra sự thiếu hụt phổ biến các nhu yếu phẩm cơ bản tại Venezuela. Ông ta nói rằng ông ta đang chiến đấu trong một "cuộc chiến kinh tế", coi các biện pháp kinh tế mà ông ta mới ban hành là "đòn phản công kinh tế" chống lại các đối thủ chính trị của ông ta, Maduro thậm chí còn cáo buộc những đối thủ của mình đang đứng sau một "âm mưu kinh tế quốc tế" . Tuy nhiên, Maduro đã bị chỉ trích vì chỉ tập trung vào dư luận, mà không hề quan tâm đến các vấn đề thực tế mà các nhà kinh tế đã cảnh báo hoặc có bất kỳ ý tưởng gì để cải thiện tình trạng khó khăn của nền kinh tế Venezuela .
Vào năm 2014, Venezuela chính thức lâm vào suy thoái kinh tế  và đến năm 2016, quốc gia này có tỷ lệ lạm phát là 800%, tỷ lệ cao nhất trong lịch sử . Quỹ tiền tệ quốc tế dự báo tỉ lệ lạm phát ở Venezuela sẽ là 1.000.000% vào năm 2018 .

## Nhân khẩu

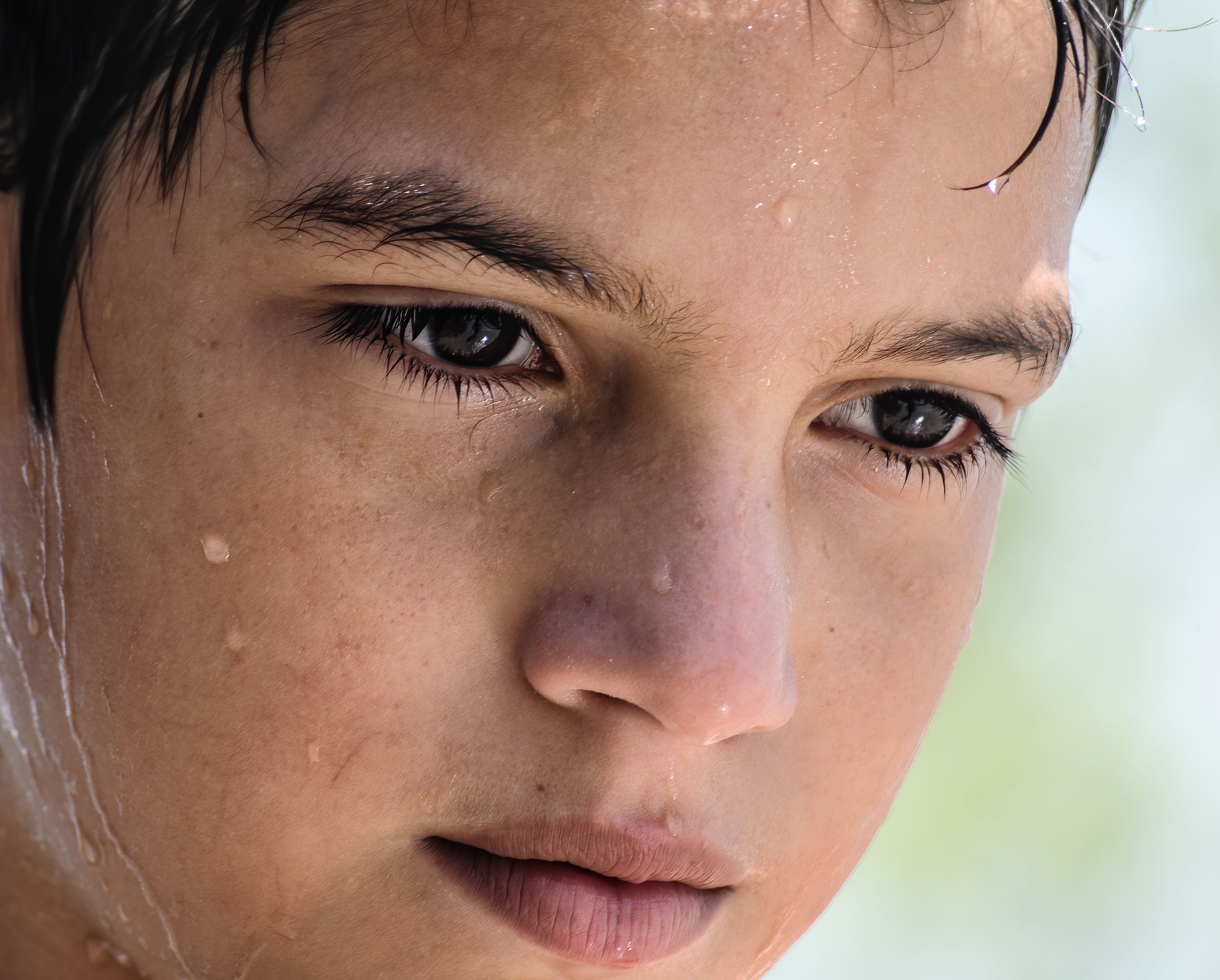
Một bé trai ở Venezuela

Tính đến tháng 7 năm 2008, ước tính dân số Venezuela là 26.414.815 người. Venezuela là một trong những quốc gia có tốc độ gia tăng dân số nhanh nhất Nam Mỹ, chỉ đứng sau Bolivia, Paraguay và Guiana thuộc Pháp. Năm 2008, tốc độ gia tăng dân số của nước này là 1,5%.
Những cuộc thống nhân khẩu được thực hiện từ năm 1926 tại Venezuela không bao gồm thông tin về chủng tộc cho nên tỉ lệ các sắc dân tại Venezuela chỉ có thể được biết thông qua các số liệu ước tính. Khoảng 70% dân số Venezuela là người Mestizo, tức người lai giữa người Tây Ban Nha và người da đỏ. Khoảng 20% là người da trắng có nguồn gốc chủ yếu từ Tây Ban Nha, Ý, Bồ Đào Nha và Đức. Bên cạnh đó, tại Venezuela còn có một số nhỏ người da đen gốc châu Phi và người các nước châu Á như Liban, Trung Quốc, Thổ Nhĩ Kỳ. Khoảng 5% dân số Venezuela là người da đỏ bản địa và họ có xu hướng bị lai giữa các chủng tộc khác ngày một nhiều hơn khi xã hội Venezuela ngày càng trở nên đa dạng.
Khoảng 85% dân số Venezuela sống tập trung tại các đô thị miền bắc. Venezuela là một trong những nước có tỉ lệ dân cư sống tại thành thị cao nhất Nam Mỹ. Do đó khu vực phía nam đồng bằng Orinoco tuy chiếm đến một nửa diện tích đất nước nhưng lại vô cùng hoang vắng với chỉ 5% dân cư sống tại đó.

### Ngôn ngữ
Ngôn ngữ chính thức tại Venezuela là tiếng Tây Ban Nha. Bên cạnh đó còn có 31 ngôn ngữ của thổ dân da đỏ bản địa như tiếng Guajibo, Pemon, Warao, Wayuu, các ngôn ngữ thuộc nhóm Yanomaman. 83% dân cư theo Đạo Thiên chúa.

### Tôn giáo
Tôn giáo tại Venezuela (2011)

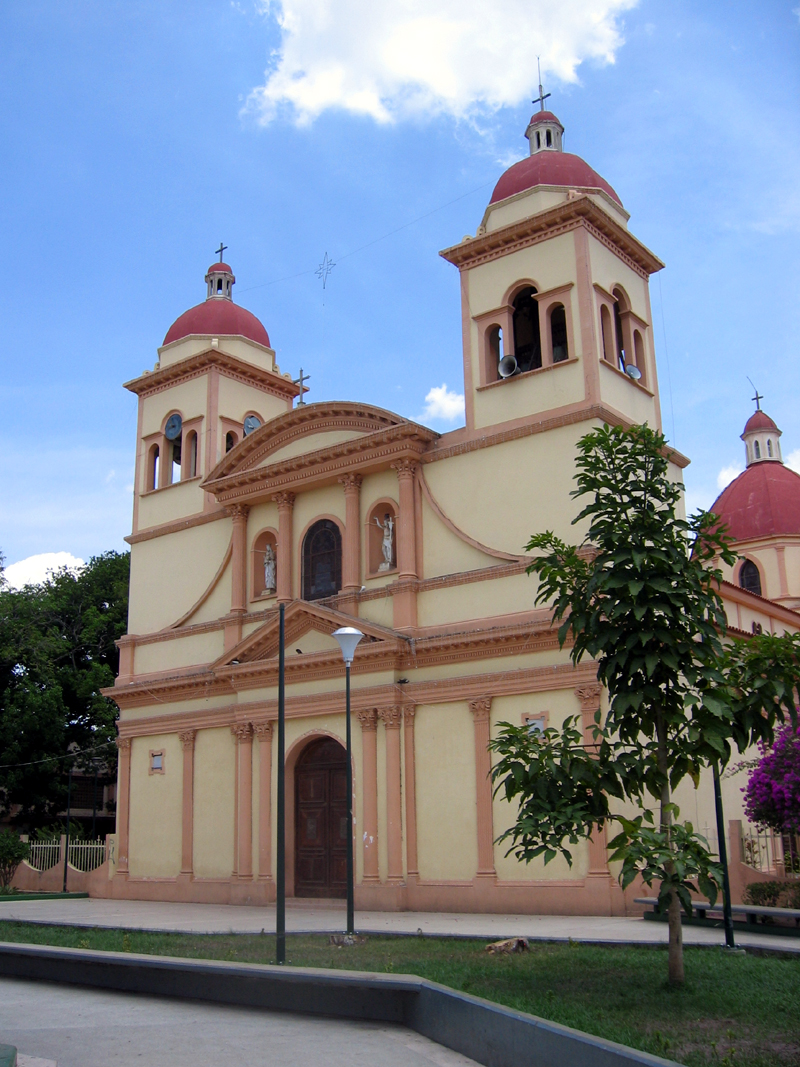
Nhà thờ San Juan Bautista ở Venezuela

Venezuela giống như hầu hết các quốc gia Nam Mỹ, là một quốc gia theo Công giáo Rôma. Ảnh hưởng của Giáo hội Công giáo ở nước này có từ thời thực dân Tây Ban Nha. Theo ước tính của chính phủ, 92% dân số trên danh nghĩa là tín hữu Công giáo Rôma và còn lại 8% là Tin Lành, các tôn giáo khác, hoặc vô thần. Các ước tính của Hội đồng Tin Lành Venezuela cho rằng Giáo hội Tin Lành chiếm 10% dân số.
Có những cộng đồng Hồi giáo và Do Thái giáo nhỏ nhưng có ảnh hưởng. Các cộng đồng Hồi giáo của hơn 100.000 người tập trung ở những người gốc Lebanon và Syria hiện sống ở các khu vực như Nueva Esparta, Punto Fijo và khu vực Caracas. Các con số thuộc cộng đồng Do Thái giáo là khoảng 13.000 tín đồ và chủ yếu tập trung ở Caracas.
Hiện nay có khoảng 153.000 tín đồ Mormon phần lớn ở tại Caracas.

## Văn hóa
Những di sản văn hóa của đất nước Venezuela mang đậm ảnh hưởng của phong cách Mỹ Latinh, thể hiện qua tất cả các mặt của đời sống như hội họa, kiến trúc, âm nhạc, các công trình lịch sử... Văn hóa Venezuela được hình thành trên nền của ba nhân tố chính: văn hóa của người da đỏ bản địa, của người Tây Ban Nha và người da đen châu Phi. Ban đầu, các yếu tố văn hóa này trộn lẫn vào nhau rồi sau đó lại phân hóa ra theo từng khu vực địa lý.
Nghệ thuật Venezuela ban đầu xoay quanh các motif tôn giáo là chủ yếu. Tuy nhiên đến cuối thế kỷ XIX, nền nghệ thuật này bắt đầu phản ánh các sự kiện lịch sử và những người anh hùng dân tộc, mà đi tiên phong là họa sĩ Martín Tovar y Tovar. Đến thế kỷ XX, chủ nghĩa hiện đại lên thay thế.
Văn học Venezuela bắt đầu phát triển sau khi người Tây Ban Nha đặt chân đến đây khai phá thuộc địa. Nền văn học bằng tiếng Tây Ban Nha chiếm địa vị độc tôn với những ảnh hưởng của các phong cách văn học từ chính quốc. Văn học xoay quanh các chủ đề chính trị phát triển trong cuộc chiến tranh giành độc lập đầu thế kỷ XIX của nhân dân Venezuela. Tiếp đó, chủ nghĩa lãng mạn lên ngôi với một số nhà văn nổi tiếng, tiêu biểu là Juan Vicente González.
Về kiến trúc, Carlos Raúl Villanueva được coi là kiến trúc sư vĩ đại nhất của đất nước Venezuela hiện đại. Ông đã thiết kế Trường Đại học Trung tâm Venezuela, một công trình được UNESCO công nhận là Di sản văn hóa thế giới.
Cuatro, một loại đàn gần giống ghita là nhạc cụ truyền thống của Venezuela. Nhiều phong cách âm nhạc độc đáo khác nhau được phát triển tại vùng đồng bằng llanos với những bài hát nổi tiếng như Alma Llanera, Florentino y el Diablo, Concierto en la Llanura và Caballo Viejo. Nhạc gaita có nguồn gốc từ vùng Zulia được ưa chuộng và hay được biểu diễn vào dịp Giáng sinh. Còn điệu nhảy truyền thống của người Venezuela là điệu nhảy joropo.
Tại Venezuela, môn thể thao phổ biến nhất là bóng chày. Gần đây, môn bóng đá cũng đang phát triển mạnh và dần thu hút khán giả nước này.

### Văn hóa hoa hậu
Venezuela là một trong những quốc gia mà người dân hâm mộ các cuộc thi sắc đẹp nhất thế giới. Với một công nghệ đào tạo hoa hậu chuyên nghiệp, Venezuela đã trở thành một cường quốc hoa hậu mà không một quốc gia nào có thể sánh kịp.
Đất nước này đã lập kỉ lục 6 lần đoạt Hoa hậu Thế giới (đồng hạng nhất với Ấn Độ), 7 lần đoạt Hoa hậu Hoàn vũ (lập kỷ lục đoạt vương miện hai năm liên tiếp 2008 và 2009), 8 lần đoạt Hoa hậu Quốc tế, 2 lần đoạt Hoa hậu Trái Đất, 1 lần đoạt Nữ hoàng Du lịch Quốc tế, 1 lần đoạt Hoa hậu Hòa bình Quốc tế, 5 lần đoạt Hoa hậu Liên lục địa, 4 lần đoạt Hoa hậu Hoàn cầu, 1 lần đoạt Hoa hậu Chuyển giới Quốc tế, 1 lần đoạt Hoa vương Thế giới, 1 lần đoạt Manhunt International, 1 lần đoạt Hoa vương Quốc tế và 1 lần đoạt Hoa vương Siêu quốc gia. Bà Irene Saez, Hoa hậu Hoàn vũ 1981 của Venezuela thậm chí đã từng ra tranh cử tổng thống năm 1998 nhưng không thành công.
Hàng năm, cuộc thi Hoa hậu Venezuela được tổ chức vào tháng 9 để tìm kiếm người đại diện cho đất nước Venezuela tại các kỳ thi sắc đẹp quốc tế. Đây là sự kiện rất thu hút ở Venezuela với chương trình truyền hình trực tiếp kéo dài 4 giờ đồng hồ. Các Hoa hậu Venezuela khi tham dự các kỳ thi quốc tế thường đoạt giải cao, mà gần đây nhất là Ivian Sarcos, người chiến thắng của cuộc thi Hoa hậu Thế giới 2011 tại Anh, Gabriela Isler, người chiến thắng Hoa hậu Hoàn vũ 2013 tại Nga, Mariem Velazco chiến thắng Hoa hậu Quốc tế 2018 tại Nhật Bản, Alyz Henrich chiến thắng Hoa hậu Trái Đất 2013 tại Philippines, Valentina Figuera chiến thắng Hoa hậu Hoà Bình Quốc Tế 2019 ngay tại sân nhà Venezuela. Các Hoa hậu Venezuela khác tuy không chiến thắng ở các cuộc thi này nhưng cũng đã liên tiếp về đích ở vị trí Á hậu hoặc lọt các Top Bán kết, Chung kết.
| Cuộc thi                         | Số lần chiến thắng | Năm                                                 |
| -------------------------------- | ------------------ | --------------------------------------------------- |
| Miss World                       | 6                  | 1955, 1981, 1984, 1991, 1995, 2011                  |
| Miss Universe                    | 7                  | 1979, 1981, 1986, 1996, 2008, 2009, 2013            |
| Miss International               | 9                  | 1985, 1997, 2000, 2003, 2006, 2010, 2015, 2018,2023 |
| Miss Earth                       | 2                  | 2005, 2013                                          |
| Miss Globe                       | 4                  | 1988, 1990, 2000, 2006                              |
| Miss Intercontinental            | 5                  | 1974, 2001, 2005, 2009, 2012                        |
| Miss Grand International         | 1                  | 2019                                                |
| Miss International Queen         | 1                  | 2014                                                |
| Miss Tourism Queen International | 1                  | 2001                                                |
| Mister World                     | 1                  | 1998                                                |
| Manhunt International            | 1                  | 1999                                                |
| Mister International             | 1                  | 2013                                                |
| Mister Supranational             | 1                  | 2017                                                |